# Vasilije Šijaković
Vasilije Šijaković (Nikšić, 31 luglio 1929 – Belgrado, 10 novembre 2003) è stato un calciatore jugoslavo.

## Carriera
Inizia la carriera da professionista nel 1946 nell'FK Belgrado, prima di passare ai più titolati Partizan Belgrado e Stella Rossa, dove non riesce a sfondare.
Viene quindi ingaggiato dal BSK Belgrado (OFK Belgrado dal 1957), con cui vince due Coppe di Jugoslavia
Nel 1962 si trasferisce in Francia, al Grenoble, dove chiude la carriera.
Con la nazionale jugoslava ha partecipato ai Mondiali del 1958 e ai Mondiali del 1962.

## Palmarès
- Campionato jugoslavo: 1

Stella Rossa: 1952-1953
- Coppa di Jugoslavia: 3

Stella Rossa: 1951-1952
BSK/OFK Belgrado: 1954-1955, 1961-1962